# Olidiana fissa
Olidiana fissa är en insektsart som beskrevs av Nielson 1991. Olidiana fissa ingår i släktet Olidiana och familjen dvärgstritar. Inga underarter finns listade i Catalogue of Life.